# IC 3403
IC 3403 ist eine Spiralgalaxie vom Hubble-Typ Sbc im Sternzeichen Coma Berenices. Das schätzungsweise 650 Millionen Lichtjahre entfernte Objekt wurde vom deutschen Astronom Max Wolf am 23. März 1903 entdeckt.